# Соломенные еноты
«Соломенные еноты» — московская андеграундная панк-группа, существовавшая с 1992 по 2007 год в районах Тёплый Стан и Коньково. Характерна причудливой, экзистенциальной лирикой лидера Бориса Усова, радикальным лоу-фай звучанием и общим непрофессионализмом, «несобранностью» игры, а также завесой тайны вокруг группы. Концерты проводились довольно редко, записи ходили по рукам приближённых к группе.

## История
Впервые группа появилась на сцене в 1992 году. Основатели группы Борис Усов и Борис Гришин (Рудкин) на тот момент выпускали самиздатовский журнал «Шумелаъ Мышь», поэтому сразу попали в поле зрения московской рок-журналистики, в частности в третий выпуск самиздат журнала «КонтрКультУр’а». Благодаря этому группа получила некоторую популярность (прежде всего в кругах поклонников групп, подобных Гражданской Обороне и Инструкции по Выживанию). Звучание группы в тот момент можно скорее описать как шумовой проект — скверный гитарный звук, неровная ритм-секция. Тексты, которые писал Борис Усов, характеризовали не иначе как «экзистенциальный панк». Группа выпускала записи, иногда давала концерты, периодически меняла состав.
Первый концерт состоялся на фестивале «Индюки златоглавые» на сцене Театра мимики и жеста в Москве в 1992 году следующим составом: Борис Усов, Борис Гришин (Рудкин), Павел Бородулин, Константин Мишин, Алексей Марков. Существует аудиозапись этого выступления.
Примерно в период 1994—1995 годов формируется своего рода «золотой состав»: Арина Строганова, Борян Покидько, Алексей «Экзич» Слезов, Костя Мишин. Звучание смещается в сторону мелодизма. В этом составе записываются альбомы «Заснеженный дом» (1995), «Колыбельная для погибающей цивилизации» (1996).
Группа активно гастролирует вместе с группами «Огонь» и «Ожог». Знаменателен концерт в Актюбинске, в 1997 году, ставший результатом знакомства Бориса Усова и Ермена Анти (группа «Адаптация»). Совместно с музыкантами из Актюбинска записан альбом 1997 года «Остров-крепость». Из группы уходит Алексей «Экзич» Слезов (чтобы посвятить больше времени группе «Банда четырёх»).
В 1998 году на домашней студии Алексея Маркова записывается альбом «Дневник Лили Мурлыкиной», в записи принимали участие: Борис Усов, Евгений «Корней» Корнийко (экс-«Адаптация»), Александр «Алес» Валединский (издательство «Выргород»), Виталий «Марципан» Бурцев, Андрей Крыгин, Арина Строганова, Алексей Марков.
Появляется сайд-проект группы «Соломенные еноты» под названием «Утро над Вавилоном». На вокале — Арина Строганова, стихи — Бориса Усова и Боряна Покидько.
К концу 1990-х годов в составе «Соломенных енотов» новый басист — Герман Александров. С ним группа записывает альбомы «Империя разбитых сердец» (2000) и «Эн и я» (2001), после чего Герман покидает группу.
В конце 1990-х — начале 2000-х годов Усов собирает ещё один дочерний проект «КоСоВо» («Коты созвонились вовремя»).
В 2007 году группа приступает к записи альбома «Эльд», однако в силу технических проблем и человеческого фактора записанный релиз до сих пор остаётся несведённым и лишённым клавишных партий.
В сентябре 2007 года «Соломенные еноты» в последний раз выходят на сцену в составе Борис — Арина. Выступление группы состоялось в рамках концерта памяти поэта Александра Непомнящего — друга и большого поклонника «СЕ».
Композиция группы звучит в фильме «Блогер» (2012). 
В мае 2017 года лейблом «Выргород» на CD издано два альбома группы: «Дневник Лили Мурлыкиной» (1998) и «Итог — революция» (1993) с авторским оформлением Бориса Белокурова (Усова).
11 апреля 2019 года в реанимации 31-й московской больницы Борис Усов скончался от аневризмы подвздошной артерии.

## Дискография
- 1992 — «Постижение огня»
- 1993 — «Школьный вальс»
- 1993 — «Ниточка к сердцу»
- 1993 — «Итог — революция!»
- 1993 — «Горбунок»
- 1993 — «Незнакомая звезда»
- 1994 — «Недостоверные данные о счастье»
- 1995 — «Развилка»
- 1995 — «Солнце, лето и студентки нам не нужны»
- 1995 — «Заснеженный дом»
- 1996 — «Колыбельная для погибающей цивилизации»
- 1996 — «Удивительная почта»
- 1997 — «Остров-крепость»
- 1998 — «Дневник Лили Мурлыкиной»
- 1999 — «Прощание с человечеством» (концерт)
- 1999 — «Ретро-футурология»
- 2000 — «Империя разбитых сердец»
- 2001 — «Реабилитация» (квартирник 3 марта 2001)
- 2001 — «Эн и я»
- 2007 — «Эльд» (не закончен)
- 2010 — «Соломенные еноты — трибьют» — трибьют-интернет-сборник[6]

#### Статьи
- Байков, Алексей, «Один день в Коньково»

#### Интервью с Борисом Усовым
- Борис Белокуров: «Песня о девчонках и кроссовках может быть вершиной смысла» — интервью к 20-летию группы
- Ф. Сандалов Зита, Гита и Борис — еще одно интервью 2012 года, опубликованное после смерти Усова-Белокурова